# Alexandre Andrault de Langeron
Alexandre-Louis Andrault de Langéron (ros. Александр Фёдорович Ланжерон, Aleksandr Fiodorowicz Lanżeron; ur. 13 stycznia 1763 w Paryżu, zm. 4 lipca 1831 w Petersburgu) – generał francuskiego pochodzenia, służący w armii Imperium Rosyjskiego, wolnomularz

## Wczesne życie
Langeron, członek arystokratycznego francuskiego rodu Andrault, nosił tytuły: hrabia de Langeron, markiz de la Coste, baron de la Ferté, de Sassy et de Cougny, pan du Mont, de Bazolle de l’Isle de Mars et d’Alligny. Wstąpił do francuskiej armii w roku 1779 w wieku 15 lat jako kadet. W latach 1782–1783 walczył z ruchem niepodległościowym na Santo Domingo. Służył pod rozkazami generała Rochambeau podczas Wojny o niepodległość Stanów Zjednoczonych (po stronie amerykańskiej). W 1786 został awansowany do stopnia podpułkownika w pułku Médoc, a w 1788 został pułkownikiem regimentu Armagnac.

## Rosyjska służba
Po wybuchu rewolucji Langeron będąc rojalistą opuścił Francję i 7 maja 1790 r. przyjął rosyjską służbę jako pułkownik Syberyjskiego regimentu grenadierów. Uczestniczył jako ochotnik w wojnie ze Szwecją. Został odznaczony Orderem świętego Jerzego IV klasy za akcję pod Bjork i dowodził lewym skrzydłem w bitwie pod Rochensalmi. Brał udział w wojnie rosyjsko-tureckiej. Odznaczył się przy szturmie twierdzy Izmaił, gdzie został ranny i w bitwie pod Măcinem. Za bitwę pod Izmaiłem Katarzyna II uhonorowała go złotą szablą za dzielność.
Na polecenie Katarzyny II służył w armii saskiej, a potem austriackiej w walkach przeciw rewolucji francuskiej w Niderlandach pod Maubeuge, Charleroi i Maastricht. 10 czerwca 1795 r. został do przydzielony do małorosyjskiego pułku grenadierów. 28 czerwca 1796 r. został dowódcą brygady i szefem ufskiego pułku muszkieterów. Za efektywne dowództwo został odznaczony orderem św. Anny II stopnia. 25 października 1798 roku dostał awans do stopnia generał-lejtnanta. 13 maja 1799 roku został szefem riazańskiego pułku muszkieterów.
W 1799 roku przyjął obywatelstwo rosyjskie. Paweł I nadał mu tytuł hrabiego.

## Wojny napoleońskie i wojna turecko-rosyjska
Langeron trzykrotnie wpadał w niełaskę Aleksandra I – za pierwszym razem w 1805 roku za nieudane manewry pod Austerlitz. Langeron został zmuszony do dymisji, ale wkrótce został przywrócony do służby.
Brał udział w wojnie rosyjsko-tureckiej (1806–1812). 29 sierpnia 1809 r. rozbił straż przednią armii Wielkiego Wezyra pod Giurgiu. Uczestniczył w blokadzie twierdzy Silistra. Za zwycięstwo pod Derekpoy został 19 września 1810 r. odznaczony Orderem św. Jerzego II klasy. 7 sierpnia 1810 roku został dowódcą 22 dywizji. Dowodził armią mołdawską w czasie choroby i po śmierci generała N.M. Kamieńskiego – do przybycia Kutuzowa. 22 sierpnia został awansowany do stopnia generała i udekorowany Orderem św. Włodzimierza I klasy za bitwę pod Ruse.
W początku 1812 roku dowodził pierwszym korpusem armii dunajskiej admirała Cziczagowa, razem z którym walczył pod Brześciem i pod Berezyną, po czym ścigał nieprzyjaciela do Wisły. W 1813 r. brał udział w zdobyciu Torunia (11 marca 1813 r. odznaczony Orderem św. Jerzego II klasy i pruskimi orderami Czarnego i Czerwonego Orła). W bitwie pod Königswarthą, gdzie dowodził lewym skrzydłem zdobył 5 dział i wziął do niewoli czterech generałów i 1200 żołnierzy. Uczestniczył w bitwie pod Budziszynem. W sierpniu korpus Langerona wchodzi w skład śląskiej armii feldmarszałka Blüchera i uczestniczył w bitwach pod Dębowym Gajem, Lwówkiem Śląskim, Złotoryją, nad Kaczawą i pod Bischofswerdą. Za udział w tych działaniach, Aleksander I udekorował go Orderem św. Aleksandra Newskiego z brylantami. W bitwie pod Lipskiem 5 października atakował lewe skrzydło nieprzyjaciela, a 7 października jego korpus wdarł się do miasta. W styczniu 1814 r. wkroczył z wojskami do Francji. Odznaczył się pod Soissons, Craonne, Laon, Reims. Dowodził całą kawalerią pod La Fère-Champenoise. Po zdobyciu Paryża, Aleksander I przy spotkaniu z Langeronem powiedział: „Panie Hrabio, zgubił pan to na wzgórzu Montmartre, a ja znalazłem” i wręczył mu Order Świętego Andrzeja Apostoła Pierwszego Powołania.

## Odessa
16 listopada 1815 r. Langeron został wyznaczony chersońskim gubernatorem wojennym, naczelnikiem Odessy i rewizorem miast guberni jekaterynosławskiej, chersońskiej i taurydzkiej.
W 1815 r. Langeron zmienił księcia Richelieu na stanowisku generał-gubernatora Noworosji i Besarabii. W Odessie hrabia wdrożył w życie wiele ważnych, zaplanowanych przez księcia inicjatyw, z których jedną było wprowadzenie wolnego portu. Za jego czasów pojawiła się pierwsza miejska gazeta „Messager de la Russe méridionale”. Został otwarty zakład wód mineralnych w parku miejskim, rozwinął się ogród botaniczny, który odegrał ogromną rolę w zazielenieniu się tak Odessy, jak i całego kraju. Zostało otwarte Liceum Richelieu, drugie w Rosji po Carskosielskim.
W 1818 roku Langeron przedstawił cesarzowi projekt zmiany tabeli rang, przez co ponownie popadł w niełaskę i zmuszony był w 1820 r. zrezygnować z godności gubernatora Odessy. Pozostał generał-gubernatorem noworosyjskim do maja 1823 r., gdy trzeci raz popadł w niełaskę. Współcześni mieli o nim następujące zdanie „dzielny generał, dobry, uczciwy człowiek, ale roztargniony, wielki żartowniś, ale całkiem nie administrator”
Zostawił po sobie w Odessie dobrą pamięć. Jego dom z armatami przy wejściu, który dał nazwę ulicy Langeronowskiej, przez długi czas był jedną z największych atrakcji w Odessie. O samym Langeronie krążyły dziesiątki zabawnych legend i anegdot. Do naszych czasów dotrwał łuk triumfalny nazywane przez mieszkańców Odessy łukiem Langerona, prowadzący obecnie na plażę jego imienia.

## Dalsze życie
1 czerwca 1826 r. został członkiem najwyższego trybunału karnego nad dekabrystami. 11 lutego 1829 r. został wyznaczony dowódcą riazańskiego pułku piechoty. Brał udział w wojnie rosyjsko-tureckiej (1828–1829).
Langeron przez całe życie obawiał się śmierci na cholerę. Zmarł na tę chorobę 4 lipca 1831 w Petersburgu. Został pochowany w katolickim kościele w Odessie.

## Twórczość
W czasie rewolucji francuskiej, przebywający w Londynie Langeron pisał dla francuskich gazet i stworzył kilka sztuk (Mazaniello, Rosamona, Maria Stuart) i jedną komedię (Udawane starcie), którą wystawiono w roku 1789.
Langeron prowadził dziennik z każdej z wojennych kampanii, w których uczestniczył. Dzienniki te zawierają mnóstwo detali i anegdot. Pozostawił także obszerne memuary. Jego spuścizna zawiera: „Mémoires sur les guerres de la première coalition, 1792–1793”, „Mémoires de Langéron, générale d’infanterie dans l’armée russe. Campagnes de 1812, 1813 et 1814”, „Journal inédit de la campagne de 1805” i Zapiski Grafa Łanżerona. Wojna s Turcyjej w 1806–1812.

## Langeron i Puszkin
Przebywający na zesłaniu Aleksander Puszkin bywał w domu Langerona. Według wydawcy czasopisma „Rosyjskie archiwum” Piotra Bartenewa: Langeron męczył Puszkina czytaniem swoich szkiców i tragedii. Lekkomyślność jego posuwała się do tego, że będącemu wówczas w niełasce Puszkinowi dawał do czytania listy, które za caratu Pawła I otrzymywał od przyszłego imperatora Aleksandra I. Przyjacielskie stosunki Puszkina i Langerona nie skończyły się wraz z wyjazdem hrabiego z Odessy w maju 1824 i utrzymywały się w Petersburgu.
Puszkin znał żonę Langerona Elżbietę i jego nieślubnego syna Teodora Andrault. Za niego wyszła za mąż w 1840 Anna Olenina, z którą bezskutecznie chciał się żenić 12 lat wcześniej sam poeta.

## Rodzina
Langeron był trzykrotnie żonaty:
- 22 maja 1784 r. poślubił Thérèse Maignard, córkę markiza de La Vaupalière, która odmówiła udania się z nim na rosyjskie wygnanie,
- w 1804 ożenił się z księżniczką Natalią Trubecką, wdową po majorze Kaszincewie, która zmarła przy porodzie córki Diany (1816–1849),
- w 1819 poślubił Luizę Brummer (zm. 1873)

Z Anielą Dzierżanowską miał nieślubnego syna Fiodora (1804–1885), który został prezydentem Warszawy.
Uwaga: źródła różnią się co do tego, kto był matką Diany i Fiodora – Natalia Trubecka czy Aniela Dzierżanowska.